# Naturschutzgebiet Hevearm und Hevesee

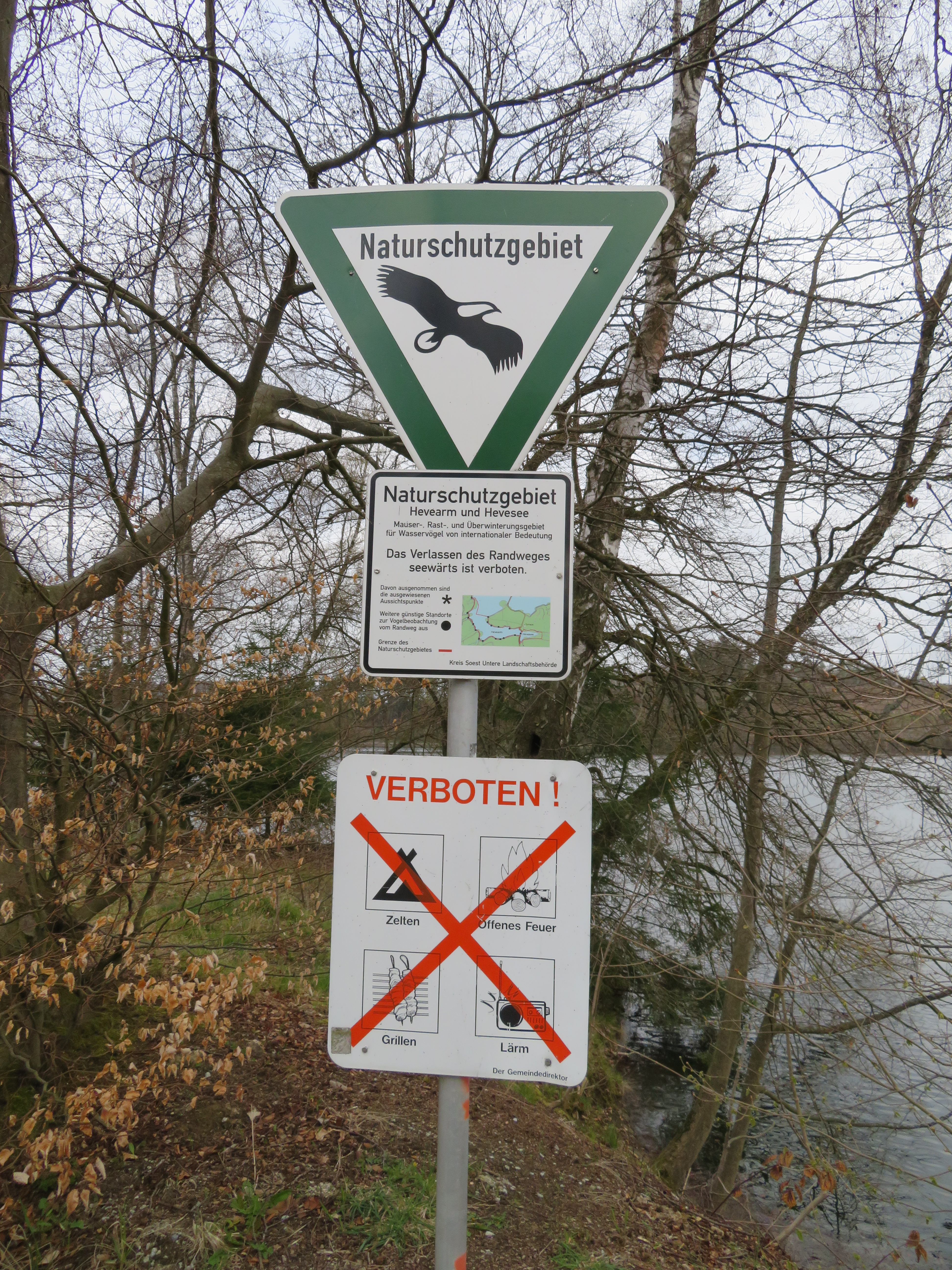
Schild Naturschutzgebiet Hevearm und Hevesee

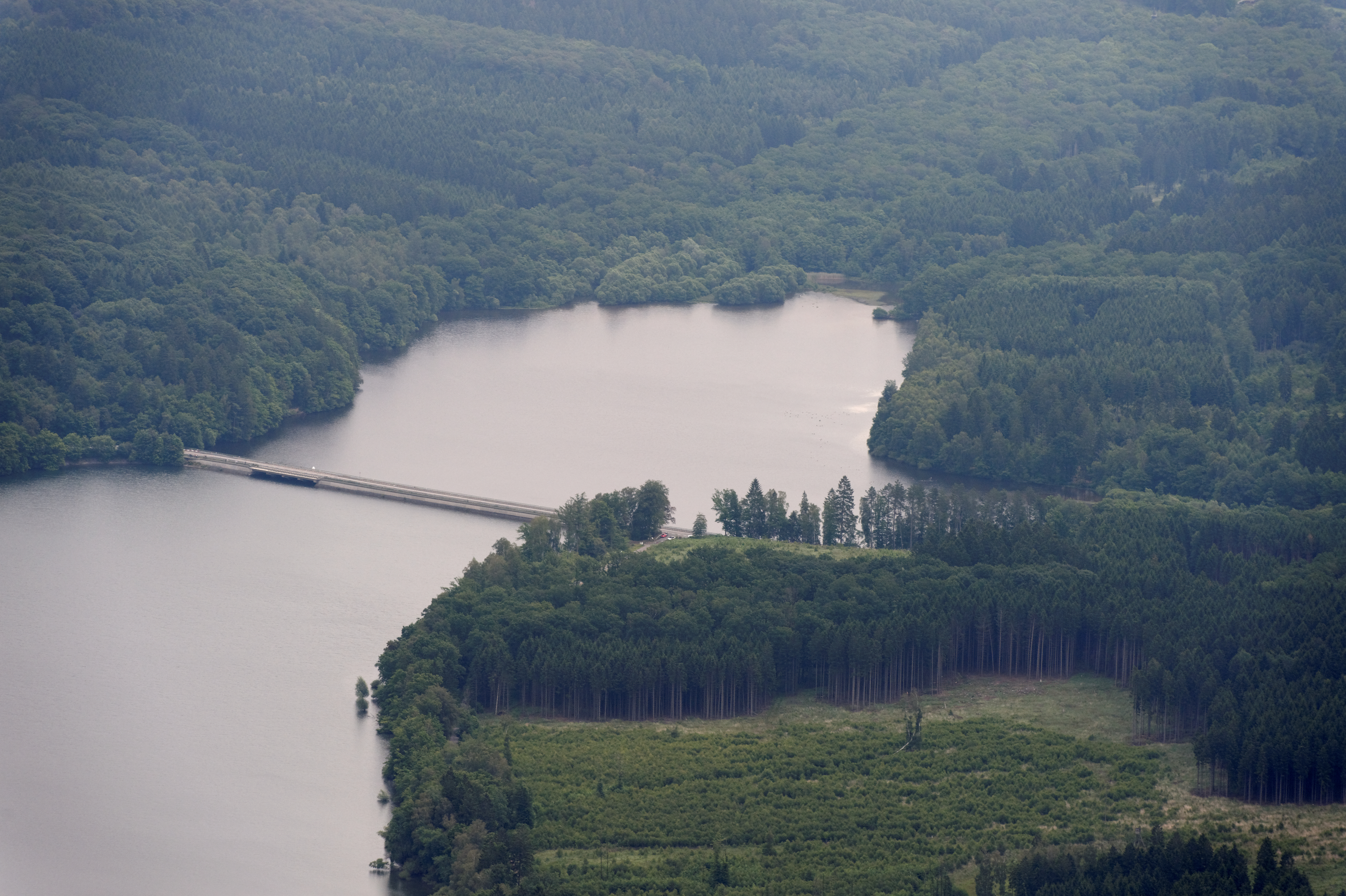
Naturschutzgebiet Hevearm und Hevesee aus der Luft

Das Naturschutzgebiet Hevearm und Hevesee mit einer Größe von 302,8 ha umfasst Hevearm und Hevesee der Möhnetalsperre im Gemeindegebiet von Möhnesee im Kreis Soest. Es wurde 1975 von der Bezirksregierung Arnsberg als Naturschutzgebiet (NSG) ausgewiesen. 2004 erfolgte mit dem Landschaftsplan Möhnesee durch den Kreis Soest eine erneute Ausweisung als NSG. Das NSG wird durch die Bundesstraße 229, welche auf einem Damm verläuft, zerschnitten. Ein NSG-Bereich gehört zum 97 ha großen FFH-Gebiet Kleine Schmalenau und Hevesee, ferner zum 1.188 ha großen Vogelschutzgebiet Möhnesee. Im Osten grenzt direkt das Naturschutzgebiet Arnsberger Wald an. Das NSG liegt im Arnsberger Wald und gehört zum Naturpark Arnsberger Wald.

## Gebietsbeschreibung
Im NSG handelt es sich um den Hevearm und Hevesee mit Uferbereichen des Möhnesees. Auch der Einlauf der Heve in den Hevesee gehört zum NSG. Die Abgrenzung des NSG verläuft entlang der Uferrandwege. Mit einbezogen wurden aber die durch den Südrandweg abgetrennten Buchten der Krusmecke und der Schlibbecke.
In Abhängigkeit vom Zeitpunkt des Trockenfallens der Uferbereiche entwickeln sich alljährlich entlang seines flachen Südufers Zweizahn-, Ufermelden- und Zwergbinsen-Gesellschaften. Die obere Uferzone wird von verschiedenen Dauergesellschaften eingenommen, von denen die Großseggenrieder und Weidengebüsche am bedeutsamsten sind, während Röhrichte und Hochstaudenfluren nur fragmentarisch ausgebildet sind. Die große, offene Wasserfläche des Hevearms ist in Verbindung mit dem Hauptgewässer des Möhnesees ein traditionelles Durchzugs-, Rast- und Überwinterungsgebiet für zahlreiche gefährdete Taucher, Entenvögel und dem Fischadler. Das Gebiet zeichnet sich durch überregional bedeutsame amphibische Lebensräume und Verlandungsbiotope aus und besitzt eine internationale Bedeutung für durchziehende, rastende und überwinternde Wasservögel.

## Pflanzenarten im NSG
Auswahl vom Landesamt für Natur, Umwelt und Verbraucherschutz Nordrhein-Westfalen dokumentierter Pflanzenarten im Gebiet:
- Acker-Minze
- Acker-Schachtelhalm
- Adlerfarn
- Ähriges Tausendblatt
- Ampfer-Knöterich
- Ästiger Igelkolben
- Bachbunge
- Berchtolds Zwerg-Laichkraut
- Bergfarn
- Besenheide
- Bitteres Schaumkraut
- Bittersüßer Nachtschatten
- Blasen-Segge
- Blutwurz
- Borstgras
- Borstige Schuppensimse
- Breitblättriger Dornfarn
- Breitblättriger Rohrkolben
- Brennender Hahnenfuß
- Buchenfarn
- Buschwindröschen
- Doldiges Habichtskraut
- Dreinervige Nabelmiere
- Dreiteiliger Zweizahn
- Echte Nelkenwurz
- Echte Zaunwinde
- Echter Baldrian
- Echter Wurmfarn
- Echtes Mädesüß
- Echtes Springkraut
- Einfacher Igelkolben
- Floh-Knöterich
- Frauenfarn
- Fuchssches Greiskraut
- Gänsefingerkraut
- Gegenblättriges Milzkraut
- Gelbe Schwertlilie
- Geruchlose Kamille
- Gewöhnliche Pestwurz
- Gewöhnlicher Blutweiderich
- Gewöhnlicher Dornfarn
- Gewöhnlicher Gilbweiderich
- Gewöhnlicher Froschlöffel
- Gewöhnlicher Wasserhahnenfuß
- Gewöhnlicher Wassernabel
- Fuchssches Greiskraut
- Große Sternmiere
- Großes Hexenkraut
- Gundermann
- Hain-Sternmiere
- Hasenpfoten-Segge
- Heidelbeere
- Hirschsprung
- Quellmoos
- Kleiner Knöterich
- Knotige Braunwurz
- Kröten-Binse
- Kuckucks-Lichtnelke
- Maiglöckchen
- Mauerlattich
- Mittleres Hexenkraut
- Nickender Zweizahn
- Niederliegendes Mastkraut
- Nuttalls Wasserpest
- Pfennigkraut
- Quell-Sternmiere
- Quirliges Tausendblatt
- Rispen-Segge
- Roter Fingerhut
- Ruprechtskraut
- Salbei-Gamander
- Schilfrohr
- Schlammling
- Schlank-Segge
- Schmalblättriger Merk
- Schnabel-Segge
- Schwarzfrüchtiger Zweizahn
- Schwimmendes Laichkraut
- Schönes Widertonmoos
- Spieß-Melde
- Straußenfarn
- Sumpfdotterblume
- Sumpf-Helmkraut
- Sumpf-Labkraut
- Sumpf-Ruhrkraut
- Sumpf-Veilchen
- Sumpf-Vergissmeinnicht
- Sumpfquendel
- Teich-Schachtelhalm
- Ufer-Wolfstrapp
- Vielsamiger Gänsefuß
- Wald-Engelwurz
- Waldgeißblatt
- Wald-Greiskraut
- Wald-Segge
- Wald-Ziest
- Wasser-Knöterich
- Walzen-Segge
- Wasserdarm
- Wasser-Schwaden
- Wasserminze
- Wasser-Sumpfkresse
- Wasserdost
- Wasserpfeffer
- Wechselblättriges Milzkraut
- Wiesen-Wachtelweizen
- Winkel-Segge
- Zweiblättrige Schattenblume
- Zwiebel-Binse

## Schutzzweck
Das NSG soll diesen Teil des Möhnesees und Uferbereiche mit Arteninventar schützen. Wie bei allen Naturschutzgebieten in Deutschland wurde in der Schutzausweisung darauf hingewiesen, dass das Gebiet „wegen der Seltenheit, besonderen Eigenart und Schönheit des Gebietes“ zum Naturschutzgebiet erklärt wurde.